# Christine Larsen
Christine Larsen (Coquitlam, 15 de diciembre de 1967) es una deportista canadiense que compitió en natación sincronizada.
Participó en los Juegos Olímpicos de Atlanta 1996, obteniendo una medalla de plata en la prueba de equipo. Ganó una medalla de plata en el Campeonato Mundial de Natación de 1991.

## Palmarés internacional
| Juegos Olímpicos   | Juegos Olímpicos         | Juegos Olímpicos | Juegos Olímpicos |
| Año                | Lugar                    | Medalla          | Prueba           |
| ------------------ | ------------------------ | ---------------- | ---------------- |
| 1996               | Atlanta (Estados Unidos) | Medalla de plata | Equipo           |
| Campeonato Mundial |                          |                  |                  |
| Año                | Lugar                    | Medalla          | Prueba           |
| 1991               | Perth (Australia)        | Medalla de plata | Equipo           |